# شيخ فردين (كوشك)
شيخ فردين (بالفارسية: شیخ فردین) هي منطقة سكنية تقع في إيران في قسم كوشك الريفي.